# 서영종
서영종(1952년 12월 17일 ~ )은 기아자동차의 前 사장으로 프로야구단 KIA 타이거즈의 구단주 및 사장으로도 활동하였다.